# Taeniophyllum album
Taeniophyllum album är en orkidéart som beskrevs av Rudolf Schlechter. Taeniophyllum album ingår i släktet Taeniophyllum och familjen orkidéer. Inga underarter finns listade i Catalogue of Life.